# Лысовка (Житомирская область)
Лысовка (укр. Лисівка) — село на Украине, основано в 1810 году, находится в Попельнянском районе Житомирской области.
Код КОАТУУ — 1824783701. Население по переписи 2001 года составляет 738 человек. Почтовый индекс — 13511. Телефонный код — 4137. Занимает площадь 2,639 км².
На окраине села протекает река Калиновка.

## Адрес местного совета
13511, Житомирская область, Попельнянский р-н, с.Лысовка, ул.Харьковская, 1